# Trek Airways
Trek Airways — колишня авіакомпанія Південної Африки, яка працювала у галузі регулярних комерційних перевезень з серпня 1953 року по квітень 1994 року.

## Історія

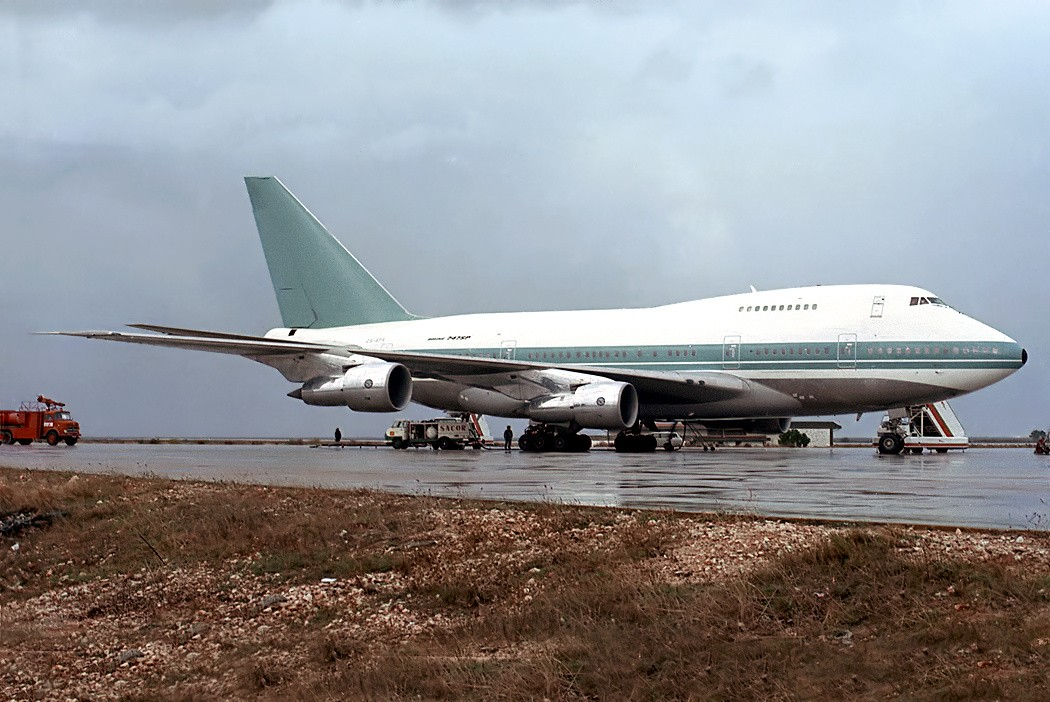
Boeing 747SP-44 авіакомпанії Luxavia в лівреї Trek Airways в міжнародному аеропорту Фару

Авіакомпанія Trek Airways була заснована в 1953 році. Компанія використовувала літаки Vickers VC.1 Viking і була однією з двох авіакомпаній Південно-Африканської Республіки (поряд з флагманським перевізником South African Airways), що виконувала пасажирські авіаперевезення між аеропортами Південної Африки і Європи, рейси при цьому здійснювалися з однієї нічної стоянкою в транзитному аеропорту. Через деякий час Trek Aiways замінила лайнери Vickers на Douglas DC-4 Lockheed L-749A Constellation і Lockheed L-1649 Starlines.
У 1960-х році Trek Airways виконувала пасажирські перевезення з Йоганнесбурга і Віндгук в Лондон, Дюссельдорф і Люксембург з двома і трьома проміжними зупинками.
У 1964 році в рамках підписаного договору авіакомпанія перевозила пасажирів люксембурзької компанії Luxair між Південною Африкою і кількома європейськими аеропортами.
У 1979 році флот Trek Airways поповнився першим власним реактивним літаком Boeing 707, однак внаслідок введеної через режим апартеїду заборони на польоти лайнерів з південноафриканської реєстрацією, компанія була змушена зупинити продаж авіаквитків на всі міжнародні напрямки. Скасовані рейси були відновлені лише у 1991 році, тоді ж відновився контракт з авіакомпанією Luxair, у рамках якого один літак Boeing 747SP люксембурзького перевізника був зданий в Trek Airways в мокрий лізинг (оренда літака разом з екіпажем) перефарбований в її ліврею. У тому ж році Trek Airways заснувала дочірню авіакомпанію «Flitestar», флот якої складався з літаків Airbus A320.
У 1991 році уряд ПАР ввів режим державного регулювання комерційних авіаперевезень, в результаті чого Trek Airways отримала право на проведення тільки внутрішніх авіарейсів, причому в прямій конкуренції з національною авіакомпанією South African Airways. Протягом наступних декількох років збитки дочірньої компанії «Flitestar» призвели до банкрутства Trek Airways, яка повністю припинила операційну діяльність 11 квітня 1994 року.

## Повітряний флот
- Vickers VC.1 Viking
- Douglas DC-4
- Lockheed L-749A Constellation
- Lockheed L-1649 Starliner
- Boeing 747SP